# José Justo Corro
José Justo Corro (Guadalajara, 1794. március – Guadalajara, 1864. december 18.) Jalisco állam kormányzója,
majd Mexikó igazságügy- és egyházügyminisztere, később pedig tizenegyedik, ideiglenes elnöke volt.

## Élete
Valószínűleg 1794-ben született Guadalajarában, de van olyan forrás, amely azt állítja, hogy születési dokumentumait soha nem találták meg, ezért ez az évszám nem bizonyított, inkább 1780 vagy 1784 lehet. Szülővárosában tanult, majd ügyvéd lett. Egy Juana Fernanda Ulloa nevű nőt vett feleségül.
A vallásos, konzervatív irányzatot követő Corro politikai pályája 1824-ben kezdődött, amikor képviselőként részt vett az alkotmányozó kongresszuson, később Jalisco állam kormányzói tisztségére jelöltette magát. Ezt el is nyerte, így 1828. szeptember 12. és 1829. május 1. között kormányzóként tevékenykedett. Miguel Barragán elnöksége idején, 1835. március 18-tól 1836. február 26-ig igazságügyi és egyházi ügyekkel foglalkozó miniszter volt, Barragán súlyos betegsége miatt pedig 1836. február 27-én a kongresszus ideiglenes elnökké választotta: 51-en szavaztak Corróra, 18-an Nicolás Bravóra, 13-an pedig más jelöltekre. XVI. Gergely pápa július 13-án írott üzenetben gratulált megválasztásához és fejezte ki részvétét az időközben elhunyt Barragán halála miatt.
Elnöksége idején fő feladata az ország stabilitásának megőrzése volt, ami többféle válság és konfliktus miatt nehéznek bizonyult. A gazdasági helyzet is rossz volt, a rézpénz értékét például egy törvénnyel kénytelen volt különböző források szerint felére vagy negyedére csökkenteni. Többek között ekkor zajlott a Texas függetlenedésével végződő harc is, amelyben Antonio López de Santa Anna vereséget szenvedett és fogságba esett. Corro megpróbált intézkedéseket tenni a kiszabadítására, de nem járt sikerrel, és általában véve is elmondható, hogy az elnök katonai ismereteinek hiányában nem zajlottak sikeres hadműveletek Mexikó részéről. A legnagyobb hatású törvény, amelyet elnöksége idején fogadtak el, az 1836. december 30-i dátumú úgynevezett „Hét Törvény” volt, amelyet Santa Anna korábban elvként már megfogalmazott, és amely egy centralista rendszer alkotmányaképpen értelmezhető. Létrejött egy olyan szerv, amely a már létező három hatalmi ág, a végrehajtó, a törvényhozó és az igazságszolgáltató fölé volt rendelve és mindhármat irányította. A választójogot azokra az emberekre korlátozta, akik tudtak írni és olvasni, az egyház államra gyakorolt befolyása pedig növekedett. A pénzügyi helyzet romlása miatt sokan elégedetlenek voltak politikájával, ezért 1837. március 14-én benyújtotta lemondását a kongresszusnak, azonban ezt a gyűlés nem fogadta el.
1837 áprilisában végül átadta az elnökséget Anastasio Bustamantének, őt magát pedig május 9-én a legfelsőbb hatalmi szerv tagjává nevezték ki. 1842. május 31-én tartalék képviselőnek választották, 1844-ben pedig a legfelsőbb bíróság magisztrátusává. Hamarosan azonban visszavonult a politikától, és szülővárosába, Guadalajarába visszatérve a vallásnak szentelte magát: emaitt többen az El Santo („A Szent”) néven emlegették. Itt is halt meg 1864-ben.